# Анигосантус
Анигосантус (Anigozanthos), известен като „кенгуруво цвете“, е малък род австралийски растения от семейство Haemodoraceae. 11-те вида и няколко подвида са известни като „кенгурова лапа“ и „котешка лапа“ в зависимост от формата на техните цветя. Друг вид, по-рано идентифициран като Anigozanthos fuliginosus и широко известен като „черна лапа на кенгуру“, е прехвърлен в собствения си монотипен род и сега е известен като Macropidia fuliginosa.
Родът е кръстен за първи път от Jacques Labillardière в неговата работа „Relation du Voyage à la Recherche de la Pérouse“, издадена през 1800 г. Френският ботаник е събрал и описал типовия вид, Anigozanthos rufus, по време на посещението на експедицията d'Entrecasteaux в Югозападна Австралия през 1792 г. През последните години са разработени множество хибриди и сортове.

## Описание
Анигосантусът е с екзотични и мъхести цветове, които наподобяват лапите на кенгуру. Кенгурувото цвете има приятен розовочервен или жълтозелен нюанс. Листата също са така мъхести, както цветовете в бледорезедава тоналност. Формата им е много елегантна. Цъфти през лятото.

## Приложение
Цветовете на „кенгурувото цвете“ са много търсени като стайни растения и като отрязани цветя.

## Символика
„Червено-зелената лапа на кенгуру“ (Anigozanthos manglesii) е флоралния герб на Западна Австралия.

## Видове
Родът обхваща 11 вида, някои видове с подвидове, признати от FloraBase като редки или застрашени таксони.
- Anigozanthos bicolor Endl. (little kangaroo paw)
  - Anigozanthos bicolor ssp. bicolor (two-coloured kangaroo paw)
  - Anigozanthos bicolor ssp. decrescens
  - Anigozanthos bicolor ssp. exstans
  - Anigozanthos bicolor ssp. minor
- Anigozanthos flavidus DC. (tall kangaroo paw)
- Anigozanthos gabrielae Domin (dwarf kangaroo paw)
- Anigozanthos humilis (cat's paw)
  - Anigozanthos humilis ssp. chrysanthus (Mogumber cat's paw)
  - Anigozanthos humilis ssp. grandis (tall cat's paw)
- Anigozanthos kalbarriensis (Kalbarri cat's paw)
- Anigozanthos manglesii D.Don (red-and-green kangaroo paw)
  - Anigozanthos manglesii ssp. manglesii
  - Anigozanthos manglesii ssp. quadrans
- Anigozanthos onycis (branched cat's paw)
- Anigozanthos preissii (Albany cat's paw)
- Anigozanthos pulcherrimus Hook. (golden kangaroo paw)
- Anigozanthos rufus Labill. (red kangaroo paw)
- Anigozanthos viridis Endl. (green kangaroo paw)
  - Anigozanthos viridis subsp. terraspectans Hopper (dwarf green kangaroo paw)
  - Anigozanthos viridis subsp. metallica (metallic green kangaroo paw)

## Търговски хибриди
Популярността на анигосантуса, като градинско растение или за рязан цвят, е довело до развитието на сортове. Австралийският орган за регистрация на сортове изброява 27 регистрирани имена и описания на сортове, получени от рода. По-голям брой патенти за тези приети или предоставени „сортове“ се записват в базата данни за правата на животновъдите (Plant breeders' rights).
- Anigozanthos ‘Amber Velvet’
- Anigozanthos ‘Autumn Mystery’
- Anigozanthos ‘Autumn Sunrise’
- Anigozanthos ‘Baby Roo’
- Anigozanthos ‘Big Red’
- Anigozanthos ‘Bush Ember’
- Anigozanthos ‘Bush Emerald’
- Anigozanthos ‘Bush Glow’
- Anigozanthos ‘Bush Inferno’
- Anigozanthos ‘Bush Ochre’
- Anigozanthos ‘Bush Pearl’
- Anigozanthos 'Bush Ranger'
- Anigozanthos ‘Bush Spark’
- Anigozanthos ‘Bush Volcano’
- Anigozanthos ‘Charm’
- Anigozanthos ‘Copper Charm’
- Anigozanthos ‘Dwarf Delight’
- Anigozanthos ‘Early Spring’
- Anigozanthos ‘Gold Velvet’
- Anigozanthos ‘Green Dragon’
- Anigozanthos ‘Harmony’
- Anigozanthos ‘Hickman’s Delight’
- Anigozanthos 'Kings Park Federation Flame'
- Anigozanthos ‘Lilac Queen’
- Anigozanthos ‘Little Jewel’
- Anigozanthos ‘Mini Red’
- Anigozanthos ‘Miniprolific’
- Anigozanthos ‘Patricia’
- Anigozanthos ‘Pink Joey’
- Anigozanthos Bush Ballad aka ‘Ramboball’
- Anigozanthos Bush Blitz aka ‘Ramboblitz’
- Anigozanthos Bush Bonanza aka ‘Rambubona’
- Anigozanthos Bush Elegance aka ‘Rambueleg’
- Anigozanthos Bush Dance aka‘Rambudan’
- Anigozanthos Bush Diamond aka ‘Rambodiam’
- Anigozanthos Bush Fury aka ‘Rambofury’
- Anigozanthos Bush Rampage aka ‘Ramboramp’ or 'Rampaging Roy Slaven'
- Anigozanthos ‘Regal Claw’
- Anigozanthos ‘Regal Velvet’
- Anigozanthos ‘Red Cross’
- Anigozanthos ‘Rogue Radiance’
- Anigozanthos ‘Ruby Jools’
- Anigozanthos ‘Space Age’
- Anigozanthos ‘Spence‘s Spectacular’
- Anigozanthos ‘Sue Dixon’
- Anigozanthos ‘Unity’
- Anigozanthos ‘Velvet Harmony’
- Anigozanthos ‘Werite Woorata’

## Галерия
- Anigozanthos Bush Pearl[7]
- Kangaroo paw отблизо
- Tall kangaroo paw с жълти цветове
- Anigozanthos ‘Rambubona’[8]